# Graphis saxorum
Graphis saxorum är en lavart som beskrevs av Egea & Torrente. Graphis saxorum ingår i släktet Graphis och familjen Graphidaceae.   Inga underarter finns listade i Catalogue of Life.